# Guldpucken
De Guldpucken ("Gouden Puck") is een prijs voor de beste ijshockeyspeler van het jaar in Zweden, die door de Zweedse krant Expressen en de Zweedse IJshockeybond wordt uitgereikt. De prijs bestaat sinds 1956.
De Guldpucken is vergelijkbaar met de Hart Memorial Trophy van de Noord-Amerikaanse NHL en gaat normaal naar een speler uit de Zweedse SHL. Hij mag niet worden verward met Guldhjälmen ("Gouden Helm"), een prijs voor de door de spelers zelf verkozen waardevolste speler.
Er zijn vier spelers die de prijs tweemaal hebben gewonnen: Anders Andersson, Leif Holmqvist, Peter Forsberg en Erik Karlsson. Geen enkele speler heeft de prijs driemaal gewonnen.

## Winnaars van de Guldpucken
- 1955-56 Åke Lassas (Leksands IF)
- 1956-57 Hans Öberg (Gävle Godtemplares IK)
- 1957-58 Hans Svedberg (Skellefteå AIK)
- 1958-59 Roland Stoltz (Djurgårdens IF)
- 1959-60 Ronald Pettersson (Södertälje SK)
- 1960-61 Anders Andersson (Skellefteå AIK)
- 1961-62 Anders Andersson (Skellefteå AIK)
- 1962-63 Ulf Sterner (Västra Frölunda IF)
- 1963-64 Nils Johansson (Alfredshems IK)
- 1964-65 Gert Blomé (Västra Frölunda IF)
- 1965-66 Nils Nilsson (Leksands IF)
- 1966-67 Bert-Olov Nordlander (AIK)
- 1967-68 Leif Holmqvist (AIK)
- 1968-69 Lars-Erik Sjöberg (Leksands IF)
- 1969-70 Leif Holmqvist (AIK)
- 1970-71 Håkan Wickberg (Brynäs IF)
- 1971-72 William Löfqvist (Brynäs IF)
- 1972-73 Thommy Abrahamsson (Leksands IF)
- 1973-74 Christer Abrahamsson (Leksands IF)
- 1974-75 Stig Östling (Brynäs IF)
- 1975-76 Mats Waltin (Södertälje SK)
- 1976-77 Kent-Erik Andersson (Färjestads BK)
- 1977-78 Rolf Edberg (AIK)
- 1978-79 Anders Kallur (Djurgårdens IF)
- 1979-80 Mats Näslund (Brynäs IF)
- 1980-81 Peter Lindmark (Timrå IK)
- 1981-82 Patrik Sundström (IF Björklöven)
- 1982-83 Håkan Loob (Färjestads BK)
- 1983-84 Per-Erik Eklund (AIK)
- 1984-85 Anders Eldebrink (Södertälje SK)
- 1985-86 Tommy Samuelsson (Färjestads BK)
- 1986-87 Håkan Södergren (Djurgårdens IF)
- 1987-88 Bo Berglund  (AIK)
- 1988-89 Kent Nilsson (Djurgårdens IF)
- 1989-90 Rolf Ridderwall (Djurgårdens IF)
- 1990-91 Thomas Rundqvist (Färjestads BK)
- 1991-92 Tommy Sjödin (Brynäs IF)
- 1992-93 Peter Forsberg (MoDo Hockey)
- 1993-94 Peter Forsberg (MoDo Hockey)
- 1994-95 Tomas Jonsson (Leksands IF)
- 1995-96 Jonas Bergkvist (Leksands IF)
- 1996-97 Jörgen Jönsson (Färjestads BK)
- 1997-98 Ulf Dahlén (HV71)
- 1998-99 Daniel & Henrik Sedin (MoDo Hockey)
- 1999-00 Mikael Johansson (Djurgården)
- 2000-01 Mikael Renberg (Luleå)
- 2001-02 Henrik Zetterberg (Timrå IK)
- 2002-03 Niklas Andersson (Frölunda)
- 2003-04 Johan Davidsson (HV71)
- 2004-05 Henrik Lundqvist (Frölunda HC)
- 2005-06 Kenny Jönsson (Rögle BK)
- 2006-07 Per Svartvadet (MoDo Hockey)
- 2007-08 Stefan Liv (HV71)
- 2008-09 Jonas Gustavsson (Färjestad BK)
- 2009-10 Magnus Johansson (Linköpings HC)
- 2010-11 Viktor Fasth (AIK)
- 2011-12 Jakob Silfverberg (Brynäs IF)
- 2012-13 Jimmie Ericsson (Skellefteå AIK)
- 2013-14 Joakim Lindström (Skellefteå AIK)
- 2014–15 Victor Hedman (Tampa Bay Lightning)
- 2015–16 Erik Karlsson (Ottawa Senators)
- 2016–17 Erik Karlsson (Ottawa Senators)

## Bron
A to Z of Ice Hockey